# 种群生态学

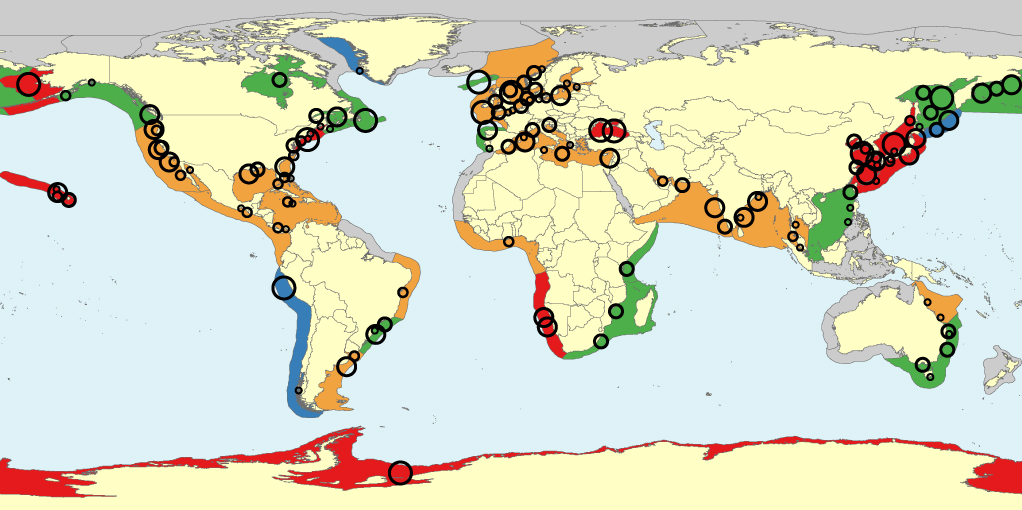
水母本土种和入侵种类的种群演变趋势
增加（高度确定）
增加（低度确定）
稳定/波动
减少
无数据

种群生态学（英語：Population ecology）是生态学的一个子领域，处理物种种群的动态变化及其与自然环境的相互作用。种群生态学研究种群的种群规模随时间和空间的变化。这个术语常常也指种群生物学或种群动态。
种群生态学的发展来源于人口学、精算師和生命表的出现。种群生态学在保育生物学中十分重要，特别是在种群变化分析（PVA）的发展中，种群生态学使PVA在长期预测一个给定的栖息地斑块的种群持续状态成为可能。尽管种群生态学是生物学的一个子领域，它也为研究种群动态的人提供了数学与统计学的问题。